# یونس (گلادیاتور)

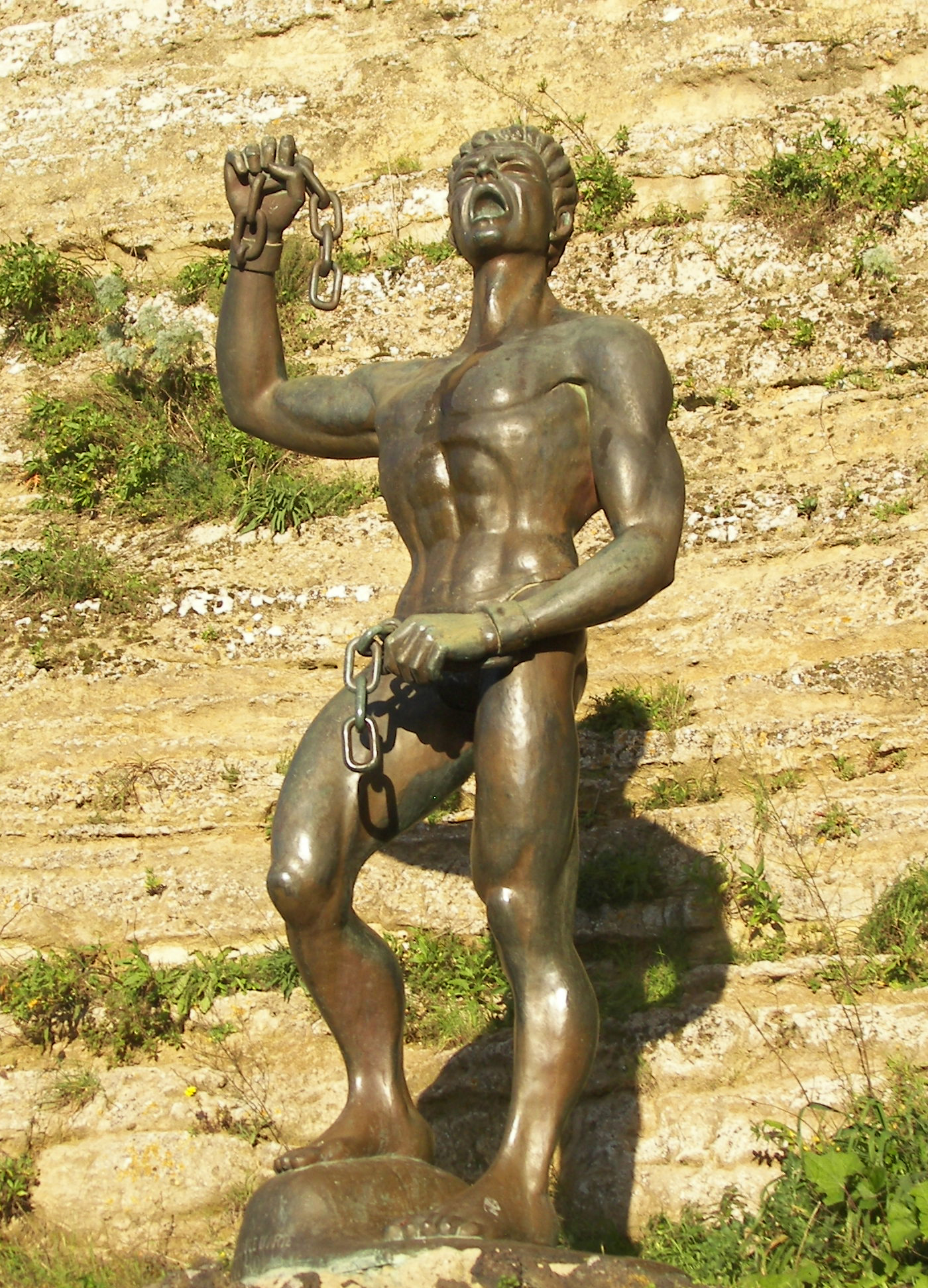
مجسمه یونس در شهر انا، سیسیل

یونس (مرگ: ۱۳۲ پیش از میلاد) یک برده اهل شهر افامیا سوریه‌ امروزی بود که در سال ۱۳۵ الی ۱۳۲ پیش از میلاد مسیح رهبری جنبش بردگان سیسیل در نخستین جنگ بردگان را به عهده داشت.  
احتمالا اودر جوانی آموزش های رزمی و تمرینهات گلادیاتورها را دیده بود. 
- برخی مورخان (مثل دیودوروس سیسیلی) اشاره کرده‌اند که او تکنیک‌های رزمی می‌دانست، اما مستندات قطعی درباره گلادیاتور بودنش کم است.
- احتمالاً از تجربیاتش برای آموزش بردگان در شورش استفاده کرد

در میان بردگان یونش مانند یک پیامبر و منجی بردگان شناخته شده بود. 
در سال ۲۰۱۱ باستان‌شناسان در منطقه انا سکه‌هایی را پیدا کردند که «پادشاه آنتیوخوس» را نشان می‌دهد که در حال پرس و جو از یونس می‌باشد. 